# Az American Airlines 11-es járatának katasztrófája
Az American Airlines 11-es járata a bostoni Logan nemzetközi repülőtér és a Los Angeles-i nemzetközi repülőtér között közlekető belföldi menetrend szerinti repülőjárat volt, amit 2001. szeptember 11-én a szeptember 11-i összehangolt merényletsorozat részeként öt Al-Káida-terrorista – Mohamed Atta vezetésével – eltérített, és szándékosan a New York-i Világkereskedelmi Központ (World Trade Center) északi tornyába vezette azt. A Boeing 767-223ER típusú repülőgép fedélzetén tartózkodó 92 ember (81 utas, köztük 5 terrorista, valamint 11 fős személyzet), valamint a becsapódás után az épületben további 1402 ember az életét veszítette.
Tizenöt perccel a gép felszállása után a gépeltérítők legalább három embert megsebesítettek (valószínűleg egyet halálosan), erőszakkal betörtek a pilótafülkébe, és ártalmatlanították a kapitányt és az első tisztet. Mohamed Atta, aki kereskedelmi pilótaképesítéssel rendelkezett, maga vette át a gép irányítását. Miután a repülőgép a többszöri hívásokra sem reagált, a légiirányítók eleinte balesetre gyanakodtak, de miután Atta utasoknak parancsoló szavait a rendszer továbbította, világossá vált előttük, hogy a járatot elrabolták. A fedélzeten Amy Sweeney és Betty Ong légiutas-kísérők felvették a kapcsolatot a légitársasággal, és tájékoztatást adtak a géprablásról, valamint az utasok és a személyzet sérüléseiről. A repülőgép helyi idő szerint 08:46:40-kor a Világkereskedelmi Központ északi tornyába csapódott. New York utcáin számtalan ember volt szemtanúja a becsapódásnak, de kevés felvétel örökítette meg a pillanatot. Jules Naudet dokumentumfilmes készítette az egyetlen ismert videót, amelyen a becsapódás teljesen látható. Mielőtt a gépeltérítést megerősítették volna, a hírügynökségek (elsőként a CNN) beszámolójukban még balesetről beszéltek.
A becsapódás és az azt követő tűzvész következtében az északi torony 102 perccel a becsapódás után összeomlott, ami további több száz áldozatot követelt. A torony helyszínén végzett helyreállítási munkálatok során a 11-es járat áldozatainak több tucatnyi maradványát találták meg és azonosították, de sok maradványt máig nem sikerült azonosítani.

## A járat

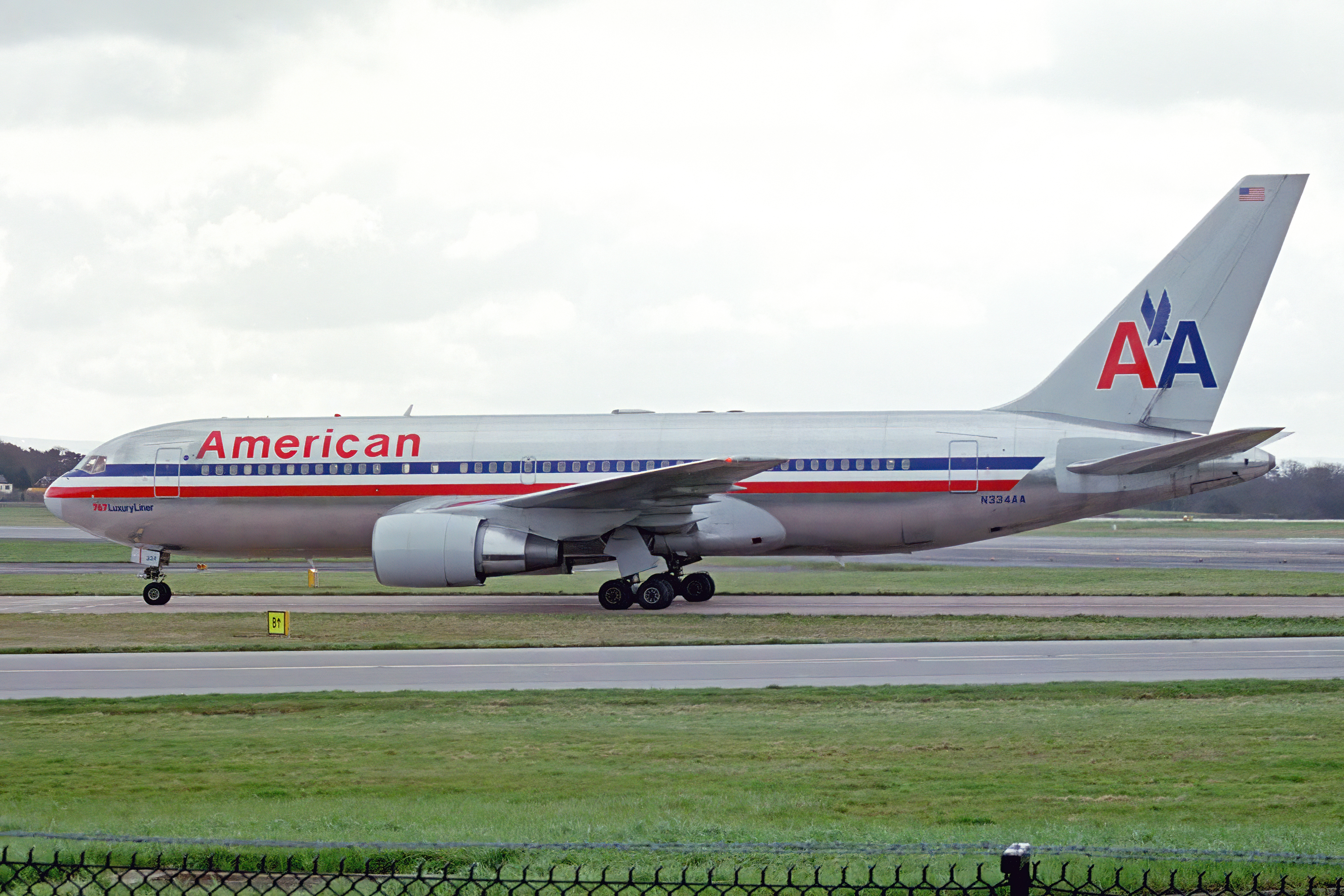
A repülőgép öt hónappal elrablása előtt

Az érintett repülőgép egy 1987-es gyártású Boeing 767-223ER, N334AA lajstromjellel, ami szolgálatba állása óta az American flottáját erősítette. Befogadóképessége 150 utas volt, de azon a napon mindössze 81 utas és 11 fős személyzet utazott rajta. Ez 58%-os kihasználtságot jelent, ami ugyanakkor magasabb volt a kedd reggeli járat átlagos, 39%-os kihasználtságának. A személyzet tagjai John Ogonowski kapitány (50), Thomas McGuinness Jr. első tiszt (a légierő volt vadászpilótája; 42), Karen Martin pénztáros valamint Barbara Arestegui, Jeffrey Collman, Sara Low, Kathleen Nicosia, Betty Ong, Jean Roger, Dianne Snyder és Amy Sweeney légiutas-kísérők voltak.
A fedélzeten tartózkodó mind a 92 ember meghalt, köztük David Angell (a Frasier című televíziós szitkom alkotója és vezető producere), felesége, Lynn Angell valamint Berry Berenson színésznő, Anthony Perkins özvegye. A Family Guy alkotójának, Seth MacFarlane-nek is jegye volt a gépre, ám lekéste azt. Mark Wahlberg színész szintén a járaton lett volna, de előző nap lemondta a helyét, mert megváltozott a programja.

### A gépeltérítők

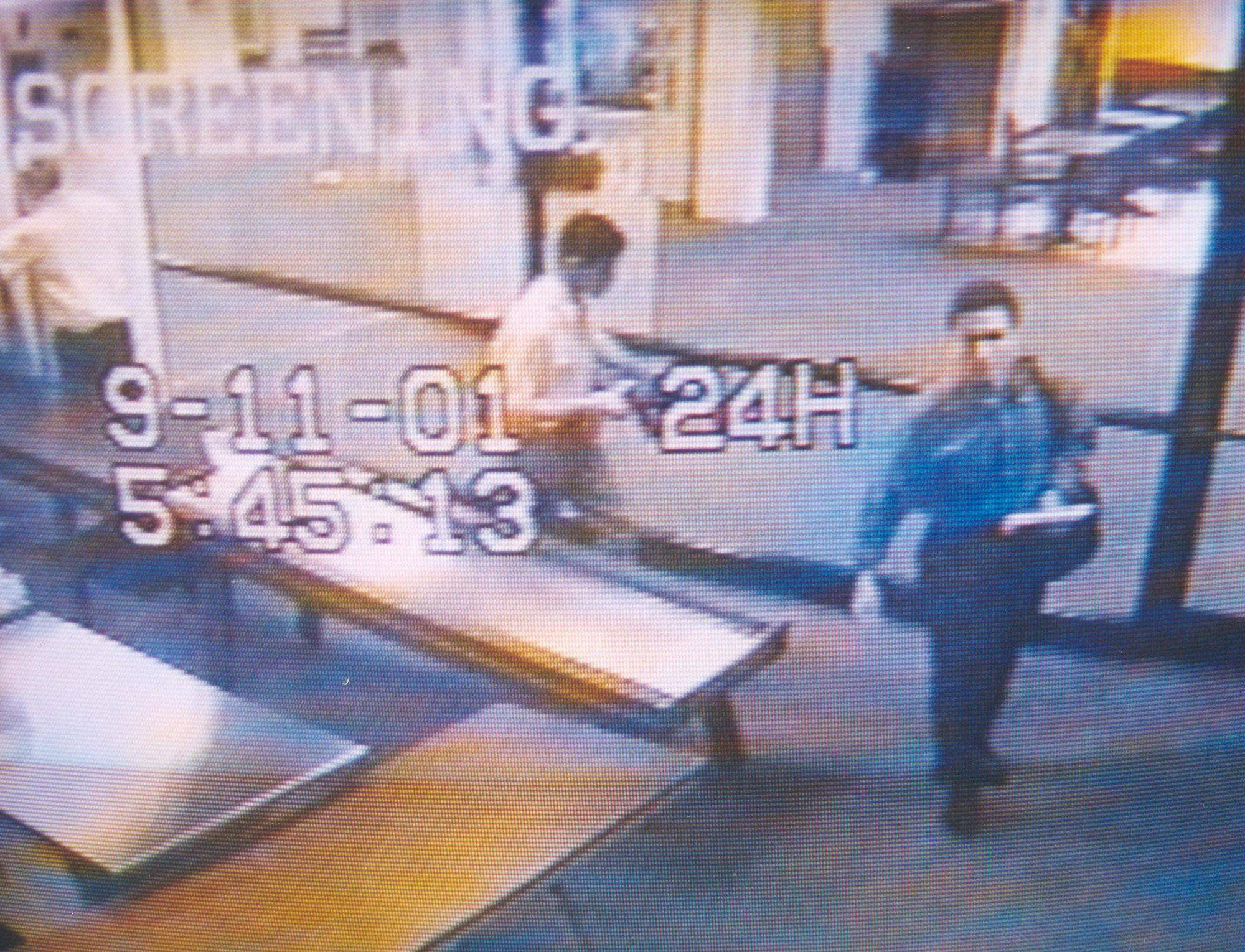
Mohamed Atta (elöl) és Abd al-Azíz al-Omari a portlandi repülőtéren, a biztonsági ellenőrzésnél

Mohamed Atta, a támadások vezetője és egy másik gépeltérítő, Abd al-Azíz al-Omari 2001. szeptember 11-én, keleti idő szerint 05:41 (11:41 CEST)-kor érkezett meg a Maine állambeli Portlandi nemzetközi repülőtérre. A portlandi jegypénztárnál Atta elkérte Mike Tuohey jegykezelőtől a 11-es járatra szóló beszállókártyáját. Tuohey azt mondta Atta-nak, hogy másodszor is be kell majd jelentkeznie, amikor átszáll. Atta erre mérgesen azt mondta Tuohey-nek, hogy biztosították arról, hogy "egylépéses becsekkolás" lesz. Tuohey nem tágított, egyszerűen csak azt mondta neki, hogy jobb, ha siet, ha nem akarja lekésni a gépet. Bár Atta haragos volt, Omari és ő a jegypénztárból a portlandi repülőtér biztonsági ellenőrzőpontja felé indultak. Felszálltak a Colgan Air 5930-as járatára, amely 06:00 (12:00 CEST)-kor indult a Maine állambeli Portlandből Bostonba. Mindkét gépeltérítőnek első osztályú jegye volt, Los Angelesbe tartó csatlakozó járattal; Atta két csomagot adott fel, míg Omari egyet sem. A bejelentkezéskor a számítógépes utas-előszűrő rendszer (CAPPS) Atta csomagját extra poggyászvizsgálatra jelölte ki, de ő probléma nélkül felszállt a fedélzetre. A portlandi járat időben indult, és 06:45 (12:45 CEST)-kor érkezett meg Bostonba. Három másik gépeltérítő, Walid al-Sehri, Wail al-Sehri és Satam al-Suqami 06:45 (12:45 CEST)-kor érkezett meg a Logan repülőtérre, miután bérelt autójukat a reptéri parkolóban hagyták. 06:52 (12:52 CEST)-kor Marvan al-Sehhi, a United Airlines 175-ös járatának gépeltérítő pilótája a Logan repülőtér egyik nyilvános telefonfülkéjéből felhívta Attát mobilon. A hívás célja nyilvánvalóan az volt, hogy megerősítse, hogy a támadások végrehajtására mindannyian készen állnak.
Mivel Portlandben nem kaptak beszállókártyát a 11-es járatra, Atta és Omari Bostonban jelentkezett be és ment át a biztonsági ellenőrzésen. Suqami, Wail al-Sehri és Walid al-Sehri szintén Bostonban jelentkezett be a járatra. Wail al-Sehri és Suqami egy-egy csomagot adott fel; Walid al-Sehri nem adott fel csomagot. A CAPPS mindhármukat külön poggyászellenőrzésre jelölte ki. Mivel a CAPPS átvilágítása csak a poggyászokra vonatkozott, a három gépeltérítő nem esett át semmilyen más ellenőrzésen az utasbiztonsági ellenőrzőponton.
Lynn Howland első tiszt épp akkor érkezett Bostonba, miután másodpilótaként vezette a San Franciscóból érkező gépet, amit ezután az American 11-es járatára küldtek. Amikor lesétált a repülőgépről, és belépett az utasváróba, Atta odalépett hozzá, és megkérdezte, hogy ő fogja-e irányítani a repülőt. Amikor Howland közölte vele, hogy ő csak behozta a repülőgépet, Atta hátat fordított neki, és elsétált. A 11-es járatra való felszálláskor Atta megkérdezte a kapuügynököt, hogy a korábban Portlandben feladott két csomagját felrakták-e a gépre (nem történt meg).
07:40 (13:40 CEST)-re mind az öt gépeltérítő a 07:45 (13:45 CEST)-kor induló járat fedélzetén volt. Atta a 8D business osztályon ült, al-Omari a 8G, Suqami pedig a 10B ülésen. Walid és Wail al-Sehri az első osztály 2B és 2A ülésein ültek. Röviddel a felszállás előtt az American Airlines légiforgalmi szolgálatának vezetője, Michael Woodward felsétált a fedélzetre egy utolsó ellenőrzést tartani. Elhaladt Atta mellett, megjegyezte az utas merengő arckifejezését, majd elhagyta a gépet. A repülőgép 07:46 (13:46 CEST)-kor, egy perc késéssel, engedélyt kapott a B32-es kaputól a hátratolásra (push-back), és 07:50 (13:50 CEST)-kor engedélyt kapott a kifutópályára gurulásra. A repülőgép 07:59 (13:59 CEST)-kor kezdte meg a felszállást a Logan nemzetközi repülőtérről a 4R futópályáról.

## Hatalomátvétel
A 9/11 Bizottság becslése szerint a gépeltérítés 08:14 (14:04 CEST)-kor kezdődött, ami után a pilóták nem reagáltak a bostoni légiforgalmi irányító központ (Boston ARTCC) kéréseire. 08:13:29-kor (14:13:29 CEST), amikor a repülőgép Massachusetts középső része felett 26 000 láb (7900 m) magasságban haladt, a pilóták a bostoni ARTCC kérésére 20 fokos jobbra fordulással válaszoltak. 08:16 (14:16 CEST)-kor a repülőgép 29 000 láb (8800 m) magasságban repült, majd röviddel ezután letért a tervezett útvonaláról.
8:27-kor (14:27 CEST) a bostoniak sikítást hallottak a gépről. Habár többször is megpróbáltak kapcsolatba lépni a géppel, az ezután nem válaszolt többé.

### A légiutas-kísérők elmondása alapján
Amy Sweeney és Betty Ong légiutas-kísérők szerint, akik a gépeltérítés során kapcsolatba léptek az American Airlines légitársasággal, a gépeltérítők leszúrták Karen Martin és Barbara Arestegui légiutas-kísérőket, és elvágták Daniel Lewin utas torkát. A gépeltérítők egy előre meghatározott jelzést használhattak: a Fasten Seatbelt (öveket becsatolni) lámpák kikapcsolását. Nem tudni, hogy a gépeltérítők hogyan jutottak be a pilótafülkébe; az FAA akkori szabályai szerint az ajtóknak repülés közben zárva kellett lenniük. Ong annyit mondott, hogy a gépeltérítők "behatoltak".
A Bizottság szerint azért támadtak a légiutas-kísérőkre, hogy megszerezzék a pilótafülke kulcsát, vagy hogy valamelyiküket arra kényszerítsék, hogy nyissa ki a pilótafülke ajtaját, vagy hogy kicsalják a kapitányt vagy az első tisztet a pilótafülkéből. Úgy vélik, hogy az egyik vagy több gépeltérítő, valószínűleg a Wail és Walid al-Sehri testvérek tették meg az első lépést, megtámadva Martint és Aresteguit. Sweeney elomondása alapján Martin súlyosan megsérült, és oxigént kellett neki adni. Sweeney és Ong szerint Arestegui sérülései nem voltak olyan súlyosak. Ong hangos veszekedést hallott, miután a terroristák behatoltak a pilótafülkébe. Valószínű, hogy a gépeltérítők megölték, vagy legalábbis mozgásképtelenné tették Ogonowskit és McGuinness-t. Sweeney elmondta, hogy az egyik gépeltérítő egy piros és sárga drótokkal ellátott szerkezetet mutatott neki, amely bombának tűnt. Ong és Sweeney elmondása szerint a repülő utasai láthatóan nem teljesen fogták fel a helyzet súlyát, és abban a tévhitben voltak, hogy a gép első részében orvosi vészhelyzet van, és hogy a többi légiutas-kísérő az utasoknak segített és orvosi felszereléseket keresett. Ong szerint Lewin halottnak tűnt. Sweeney elmondása szerint Suqami volt az, aki megtámadta Lewint. Lewin a 9B ülésen ült, Suqami pedig közvetlenül mögötte, a 10B ülésen.
Az egyik feltételezés szerint Suqami azért támadta meg Lewint, hogy a többi utast és a személyzetet megfélemlítse. A másik lehetőség, hogy Lewin, egy amerikai-izraeli internetes vállalkozó, aki értett arabul, és az izraeli titkosszolgálat tisztjeként szolgált, szembeszállt az előtte álló egyik gépeltérítővel, nem tudva, hogy Suqami mögötte ül. Lewin így a támadások első halálos áldozatának számít. Az American Airlines központjába intézett négyperces hívása során Ong tájékoztatást adott a pilótákkal való kommunikáció hiányáról, a pilótafülkébe való bejutás lehetetlenségéről, és arról, hogy szerinte valaki a gázsprayt használt a business osztályon. Megadta a gépeltérítők ülésszámát is, ami később segített a nyomozóknak a személyazonosságuk megállapításában.

### A terroristák kommunikációja
08:24:38 (14:24:38 CEST)-kor egy gépeltérítő hangja, aki feltehetően Mohamed Atta volt, feltűnt a rendszerben. A légiforgalmi irányítók hallották Atta következő mondataid, ami az utasokhoz szólt: "Van több repülőgépünk is. Maradjanak csendben, és minden rendben lesz. Visszatérünk a repülőtérre". 08:24:56 (14:24:56 CEST)-kor ismét megszólalt: "Senki ne mozduljon. Minden rendben lesz. Ha megpróbálnak bármit tenni, veszélyeztetik saját magukat és a repülőgépet. Maradjanak csendben".
Mivel Atta folyékonyan beszélt angolul, valószínűleg ő mondta ezeket a mondatokat. Atta megpróbált bejelentést tenni az utasoknak, de valószínűleg rossz gombot nyomott meg, és így hangját a légiirányítók is hallották. Ezután jöttek rá, hogy a járatot elrabolták. A repülőgép 08:26-kor (14:26 CEST) délnek fordult. 08:32-kor (14:32 CEST) a Szövetségi Légügyi Hivatal (FAA) Herndonban (Virginia) lévő parancsnoki központja értesítette az FAA központját. 08:33:59 (14:33:59 CEST)-kor Atta még egyszer, utoljára megszólalt: "Senki ne mozduljon, kérem. Visszamegyünk a repülőtérre. Ne próbáljanak ostoba mozdulatokat tenni". 08:37:08 (14:37:08 CEST)-kor a United Airlines 175-ös járatának pilótái jelentették a 11-es járat helyzetét és irányát a repülésirányításnak.

### A NORAD közbelép
Boston felvette a kapcsolatot a Észak-Amerikai Légvédelmi Parancsnoksággal (NORAD), amely a Massachusetts államban állomásozó két darab F-15-ös vadászgépet küldte a levegőbe, 08:46 (14:46 CEST)-kor. Három perccel korábban az eltérített Boeing már Manhattan fölött repült. Mire 08:53 (14:53 CEST)-kor a vadászok felszálltak, a 11-es járat már nem volt sehol.

## Becsapódás

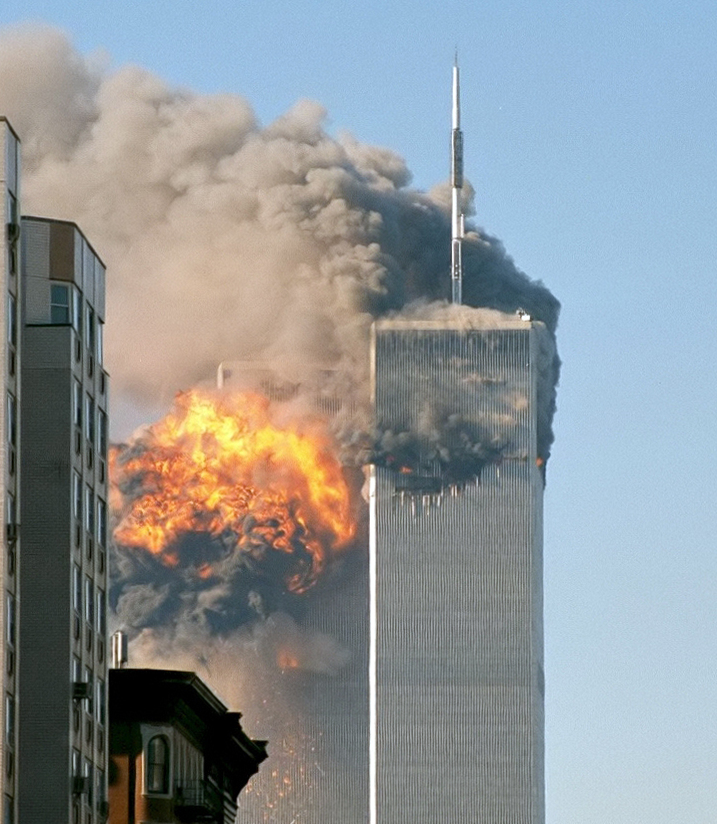
Jobbra: a füstölgő északi torony a 11-es járat becsapódása után. Balra: a 175-ös járat ütközése a déli toronyba.

08:46:40 (14:46:40 CEST)-kor az American Airlines 11-es járata a Világkereskedelmi Központ északi tornyának ütközött. A repülőgép, amely körülbelül 404 csomóval (748 km/h) haladt és körülbelül 10 000 gallon (38 000 l) üzemanyagot szállított, a felhőkarcoló 93. és 99. emelete között csapódott be. A szemtanúk látták a gépet alacsonyan szállni Manhattan felett, és azt hitték, hogy a gép bajban van. Az északi toronyban keletkezett károk elvágtak minden menekülési utat a becsapódási zónában vagy fölötte. Az összes lépcsőház és lift a 92. emeletről legalább a 100. emeletig járhatatlanná vált, emiatt 1344 ember csapdába esett. A Bizottság jelentése szerint több százan azonnal meghaltak a becsapódás következtében; a többiek csapdába estek, és az ezt követő tűz és füst, az összeomlás, vagy (néhány esetben) az épületből való kiugrás, kizuhanás ölte meg őket. A liftaknák égő repülőgép-üzemanyagot vezettek át az épületen, aminek egy része a 78. és 22. emeleten lévő Skylobbykban, valamint a torony aljában lévő főcsarnokban robbant fel.
Jules Naudet francia operatőr videóra vette a katasztrófát. Egy brooklyni művészeti kiállításon felállított webkamera, amely négy másodpercenként készített képeket Alsó-Manhattanről, szintén rögzítette a 11-es járat északi toronyba csapódását.
A hírügynökségek először robbanásról számoltak be a World Trade Centerben. A CNN 08:49 (14:49 CEST)-kor szakította meg aktuális műsorát, és "Breaking News: Plane Crashes Into World Trade Center Tower" hírsávval kezdett élőben tudósítani. Később a CNN New York-i irodájából, a CNN pénzügyi alelnöke, Sean Murtagh egy adásban telefonon jelentette, hogy egy nagy utasszállító repülőgép csapódott a World Trade Centerbe. Végül a többi televíziós csatorna is megszakította az adást a "baleset" hírével. Az első híradásokban azt feltételezték, hogy az ütközés baleset lehetett, amíg a United Airlines 175-ös járata 17 perccel a 11-es járat becsapódása után a déli toronynak nem ütközött.

## Utóhatás

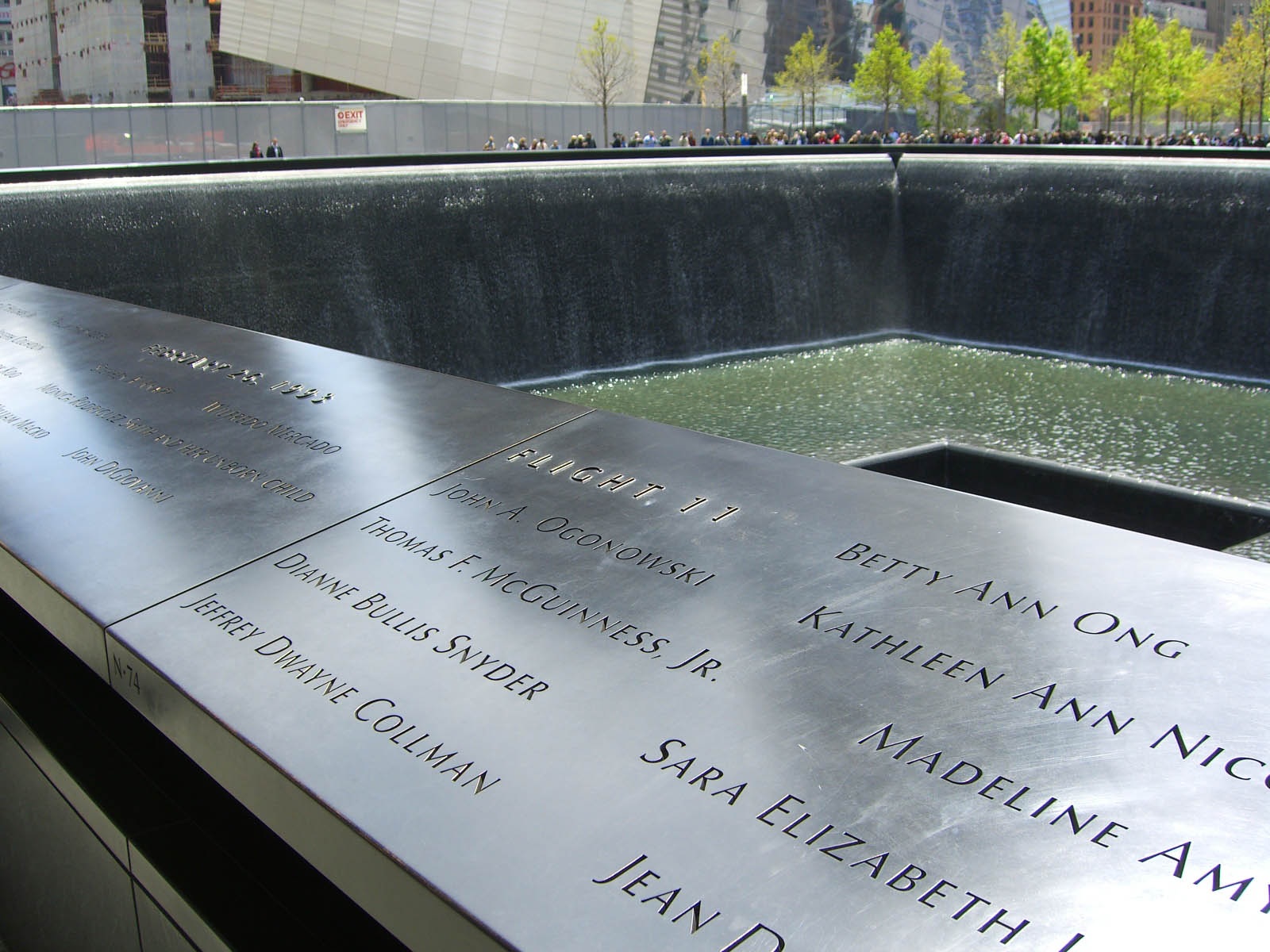
Az American 11-es járatának személyzetének nevei a tornyok helyén létesült emlékművön

A becsapódás után az északi torony 102 percán át lángolt, mielőtt 10:28 (16:28 CEST)-kor összeomlott. Bár maga a becsapódás jelentős szerkezeti károkat okozott, a torony szerkezeti meghibásodásáért a repülőgép-üzemanyag által meggyújtott, hosszan tartó tüzet okolták. A repülőgép utasain és az épületben tartózkodókon kívül több száz mentőmunkás is meghalt, amikor a torony magába roskadt.

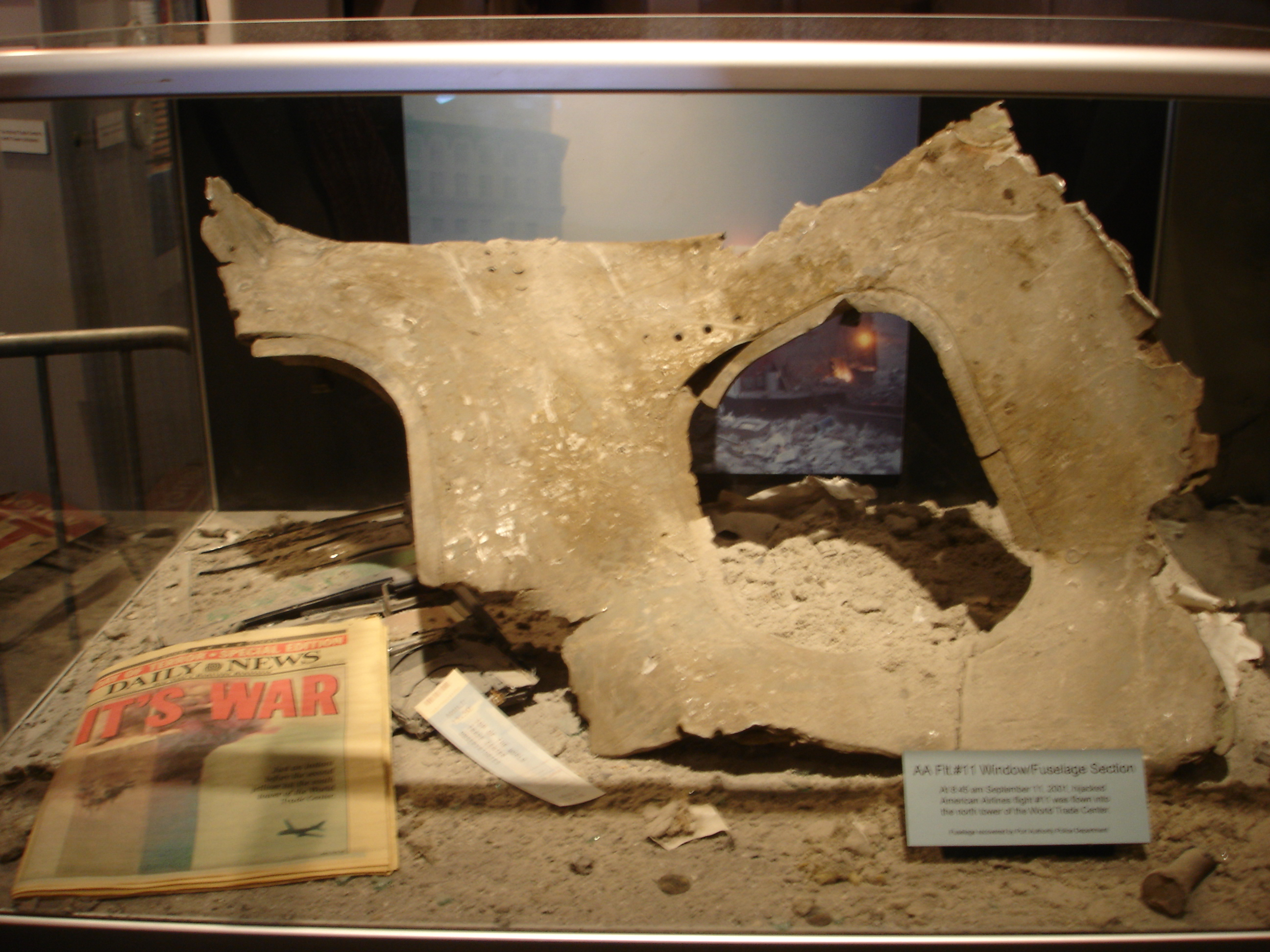
Roncsdarab a Boeing 767-223ER repülőgépből

A Világkereskedelmi Központ helyén dolgozó mentőmunkások a támadást követő napokon belül elkezdtek a 11-es járat áldozatainak maradványaira bukkanni. Néhányan ülésekhez szíjazott holttesteket találtak, és előkerült egy légiutas-kísérő holtteste is, akinek a keze meg volt bilincselve, ez minden bizonnyal a terroristák műve. Egy éven belül az orvosszakértők 33 olyan áldozat maradványait azonosították, akik a 11-es járat fedélzetén tartózkodtak. 2006-ban azonosították a járat két további áldozatát, köztük Karen Martin pénztárost, míg ugyanebben az időben a Ground Zero közelében további, egymástól független emberi maradványokat találtak. 2007 áprilisában az újabb DNS-vizsgálók azonosítottak a 11-es járat egyik újabb áldozatát. A manhattani Memorial Parkból azonosították és eltávolították a 11-es járat két gépeltérítőjének maradványait is, akik valószínűleg a 11-es járatról származnak. A többi gépeltérítő maradványait nem sikerült azonosítani, és azokat más azonosítatlan maradványokkal együtt ebben a parkban temették el.
Suqami útlevele épen maradt, és vélhetően a robbanás során zuhant ki, az alatta lévő utcán landolt. A megsérült, de számos helyen olvasható állapotban maradt okmányt egy járókelő találta meg, és adta át a New York-i rendőrség (NYPD) egyik nyomozójának, nem sokkal a déli torony összeomlása előtt. A nyomozók előkerítették Mohamed Atta poggyászát is, amely nem került fel a gépre. Ebben megtalálták Omari útlevelét és jogosítványát, egy Boeing 757-es repülőgép-szimulátor videokazettáját, egy összecsukható kést és egy doboz paprikasprayt. Egy felvételen, néhány hónappal később Afganisztánban az Al-Káida vezetője, Oszáma bin Láden vállalta a felelősséget a támadásokért. A Világkereskedelmi Központ elleni támadás még bin Láden várakozásait is felülmúlta: ő arra számított, hogy csak a repülőgépek becsapódása feletti emeletek omlanak majd össze. A 11-es és a 175-ös járat fedélzeti adatrögzítőit soha nem találták meg.
A támadások után az azonos útvonalon, azonos felszállási idővel közlekedő repülőjárat számát 25-ös járatra változtatták. A járatokon onnantól Boeing 767-es helyett Boeing 737-800-as gépek közlekednek csak.
A járat két légiutas-kísérőjét posztumusz kitüntették. A díjakat családtagjaik vehették át.

## Fordítás
- Ez a szócikk részben vagy egészben  az   American Airlines Flight 11 című angol Wikipédia-szócikk ezen változatának fordításán alapul.  Az eredeti cikk szerkesztőit annak laptörténete sorolja fel. Ez a jelzés csupán a megfogalmazás eredetét és a szerzői jogokat jelzi, nem szolgál a cikkben szereplő információk forrásmegjelöléseként.